# Guy Charbonneau
Guy Charbonneau PME (* 13. Januar 1946 in Montréal) ist ein kanadischer Geistlicher und emeritierter römisch-katholischer Bischof von Choluteca.

## Leben
Guy Charbonneau trat der Ordensgemeinschaft der Société des Missions-Étrangères bei, legte die Profess am 24. Mai 1969 ab und empfing am 16. Mai 1970 die Priesterweihe.
Von 2008 bis 2013 war er Generalsuperior der Société des Missions-Étrangères.
Papst Benedikt XVI.  ernannte ihn am 26. Januar 2013 zum Bischof von Choluteca. Der Erzbischof von Tegucigalpa, Óscar Andrés Kardinal Rodríguez Maradiaga SDB, spendete ihm am 20. April desselben Jahres die Bischofsweihe; Mitkonsekratoren waren Luigi Bianco, Apostolischer Nuntius in Honduras, und Guido Plante PME, sein Vorgänger als Bischof von Choluteca.
Am 26. Januar 2023 nahm Papst Franziskus seinen altersbedingten Rücktritt an.